# Selección de fútbol sub-23 de Fiyi
La selección de fútbol sub-23 de Fiyi es el equipo representativo de dicho país en las competiciones de la categoría. Su organización está a cargo de la Asociación de Fútbol de Fiyi, miembro de la OFC y la FIFA.
Disputó todas las ediciones del Torneo Preolímpico de la OFC, en donde su mejor resultado fue el subcampeonato obtenido en 2012. En 2015 disputó los Juegos del Pacífico 2015, la primera edición jugada con selecciones sub-23 y no absolutas, y consiguió la clasificación a los Juegos Olímpicos de Río de Janeiro 2016.

## Estadísticas

### Torneo Preolímpico de la OFC
| Año                      | Fase          | Posición | PJ | PG | PE | PP | GF  | GC |
| Fiyi 1991                | Tercer lugar  | 3º       | 6  | 1  | 2  | 3  | 3   | 15 |
| Australia 1996           | Tercer lugar  | 3º       | 8  | 3  | 1  | 4  | 12  | 21 |
| Nueva Zelanda 1999       | Tercer lugar  | 3º       | 4  | 2  | 0  | 2  | 15  | 7  |
| ------------------------ | ------------- | -------- | -- | -- | -- | -- | --- | -- |
| Austr. y N. Zelanda 2004 | Primera ronda | 4º       | 4  | 3  | 0  | 1  | 12  | 8  |
| Fiyi 2008                | Tercer lugar  | 3º       | 5  | 3  | 0  | 2  | 21  | 6  |
| Nueva Zelanda 2012       | Subcampeón    | 2º       | 5  | 4  | 0  | 1  | 14  | 3  |
| Papúa Nueva Guinea 2015  | Campeón       | 1º       | 5  | 2  | 3  | 0  | 42  | 2  |
| Total                    | 7/7           | 2°       | 37 | 18 | 6  | 13 | 119 | 62 |

### Juegos del Pacífico
Esta tabla contabiliza solamente los torneos desde que se juega con selecciones Sub-23.
| Año                     | Fase         | Posición | PJ | PG | PE | PP | GF | GC |
| ----------------------- | ------------ | -------- | -- | -- | -- | -- | -- | -- |
| Papúa Nueva Guinea 2015 | Cuarto lugar | 4º       | 5  | 2  | 1  | 2  | 41 | 5  |
| Total                   | 1/1          | 4°       | 5  | 2  | 1  | 2  | 41 | 5  |

### Juegos Olímpicos
Esta tabla contabiliza solamente los torneos desde que se juega con selecciones Sub-23.
| Año                 | Fase            | Posición        | PJ              | PG              | PE              | PP              | GF              | GC              |
| ------------------- | --------------- | --------------- | --------------- | --------------- | --------------- | --------------- | --------------- | --------------- |
| Barcelona 1992      | No se clasificó | No se clasificó | No se clasificó | No se clasificó | No se clasificó | No se clasificó | No se clasificó | No se clasificó |
| Atlanta 1996        | No se clasificó | No se clasificó | No se clasificó | No se clasificó | No se clasificó | No se clasificó | No se clasificó | No se clasificó |
| Sídney 2000         | No se clasificó | No se clasificó | No se clasificó | No se clasificó | No se clasificó | No se clasificó | No se clasificó | No se clasificó |
| Atenas 2004         | No se clasificó | No se clasificó | No se clasificó | No se clasificó | No se clasificó | No se clasificó | No se clasificó | No se clasificó |
| Pekín 2008          | No se clasificó | No se clasificó | No se clasificó | No se clasificó | No se clasificó | No se clasificó | No se clasificó | No se clasificó |
| Londres 2012        | No se clasificó | No se clasificó | No se clasificó | No se clasificó | No se clasificó | No se clasificó | No se clasificó | No se clasificó |
| Río de Janeiro 2016 | Primera ronda   | 16º             | 3               | 0               | 0               | 3               | 1               | 23              |
| Tokio 2021          | No se clasificó | No se clasificó | No se clasificó | No se clasificó | No se clasificó | No se clasificó | No se clasificó | No se clasificó |
| París 2024          | No se clasificó | No se clasificó | No se clasificó | No se clasificó | No se clasificó | No se clasificó | No se clasificó | No se clasificó |
| Total               | 1/9             | 89°             | 3               | 0               | 0               | 3               | 1               | 23              |

## Palmarés
- Torneo Preolímpico de la OFC (1): 2015.